# Castillo de Albaráñez
El castillo de Albaráñez fue una fortificación situada sobre un cerro al suroeste de Salmerón (Guadalajara, España). Hoy ya no quedan restos.

## Historia
Recibe el nombre de Albaráñez en relación con Alvar Fáñez Minaya, que fue alcaide de Zorita de los Canes a finales del siglo XI por encargo de Alfonso VI de Castilla hasta la reconquista de la zona por los almorávides hacia 1110. Por su posición, se trató de una pequeña construcción para la vigilancia del paso en la zona, que debió quedar en desuso con la construcción del castillo de Salmerón junto a la localidad.
Según indica el geógrafo Tomás López en sus relaciones topográficas de 1787, el castillo por entonces ya se encontraba en ruinas.
Se han encontrado restos de cerámica medieval en el cerro donde se ubicaba.